# Barjonia grazielae
Barjonia grazielae är en oleanderväxtart som beskrevs av Fontella och Marquete. Barjonia grazielae ingår i släktet Barjonia och familjen oleanderväxter. Inga underarter finns listade i Catalogue of Life.